# 木野地町
木野地町（きのじまち）は、栃木県栃木市の地名。郵便番号は328-0122。
　

## 地理
吹上地区東部に位置し、東は都賀町升塚、西は細堀町、南は川原田町、北は都賀町木・都賀町原宿・都賀町家中と接している。また、町域東部で都賀町合戦場と都賀町平川の飛地と接している。

## 世帯数と人口
2017年（平成29年）8月31日現在の世帯数と人口は以下の通りである。
| 町丁     | 世帯数  | 人口  |
| -------- | ------- | ----- |
| 木野地町 | 140世帯 | 404人 |

## 施設
寺社
- 高瀧神社
- 東善光寺

## 交通

### 道路
主要地方道
- 栃木県道37号栃木粟野線（粟野街道）

一般県道
- 栃木県道177号上久我栃木線

## 小・中学校の学区
市立小・中学校に通う場合、学区は以下の通りとなる。
| 番地 | 小学校             | 中学校             |
| ---- | ------------------ | ------------------ |
| 全域 | 栃木市立吹上小学校 | 栃木市立吹上中学校 |